# L'Héritage de l'épouvanteur
L'Héritage de l'épouvanteur (titre original : Dark Assassin) est le troisième tome de la série The Starblade Chronicles signée Joseph Delaney et qui prend la suite de la série L'Épouvanteur. Il est paru en 2017. L'éditeur français le présente comme le seizième volume de la série L'Épouvanteur.

## Résumé
Nous retrouvons Tom, Jenny et Alice quelque temps après la disparition de Grimalkin. Le comté s’apprête à faire face à la plus grande menace qui soit. L’armée des Kobalos, des êtres bestiaux, est en marche pour tout détruire et réduire les humains en esclavages. Tom et ses alliées vont devoir unir leurs forces une toute dernière fois dans cette bataille qui s’annonce très difficile. De son côté, Grimalkin est arrivée dans l’obscur et est bien décidée à continuer à se battre aux côtés de Tom même à travers la mort.